# Cristoforo Gopcevich
Cristoforo Gopcevich (Castelnuovo, 1765 – Trieste, 1850?) è stato un armatore e commerciante austriaco triestino di origini montenegrine.

## Biografia
Cristoforo Gopcevich, nato a Castelnuovo alle Bocche di Cattaro attorno al 1765, fu l'iniziatore di una famiglia di armatori che posero le basi del loro successo commerciale a Trieste, e contribuirono a sviluppare economicamente la città.
Cristoforo giunse a Trieste verso il 1805. Dal matrimonio con Sofia Kvekich (Castelnuovo alle Bocche di Cattaro, 1792 - Trieste, 1854) nacquero i figli Giorgio (1814) e Spiridione (1815).
Intorno al 1825 Cristoforo, armatore e commerciante come la maggior parte dei suoi compatrioti, muoveva da Trieste tre pieleghi, navi simili ai brigantini.
Grazie ai suoi commerci, fu cofondatore de La nuova Compagnia illirica d'Assicurazioni insieme a Jacob Curiel e Alessandro Galatti.